# Nereimyra aphroditoides
Nereimyra aphroditoides är en ringmaskart som först beskrevs av O. Fabrcius 1780.  Nereimyra aphroditoides ingår i släktet Nereimyra och familjen Hesionidae. Arten har ej påträffats i Sverige. Inga underarter finns listade i Catalogue of Life.